# Палаццо Петрони-Ченчи-Болоньетти
Дворец Петрони-Ченчи-Болоньетти (итал. Palazzo Cenci-Bolognetti) представляет собой палаццо (дворец) в барочно-рокайльном стиле в центре Рима, расположенное на площади Пьяцца дель Джезу, в Рионе Пинья, недалеко от церкви Иль-Джезу (Во имя Иисуса).

## История
Члены неаполитанской семьи Петрони, присутствовавшей в Риме с 1407 года, построили на площади Пьяцца дель Джезу три дворца, самый старый из которых был возведён в 1563 году по проекту папского архитектора Алессандро Петрони. Позднее это здание было перестроено и включено в соседний дворец, устроенный в 1737 году для графа Алессандро Петрони, который поручил Фердинандо Фуге, любимому архитектору пап Климента XII и Бенедикта XIV, построить новый фасад, объединяющий оба здания. Этот новый дворец представляет собой современный Палаццо Петрони-Ченчи-Болоньетти, внешний вид которого напоминает дворец Одескальки, но с некоторыми другими деталями, такими как, к примеру, портал.
Во второй половине XVIII века дворец перешёл к семье Болоньетти, князьям Виковаро, в собственность Алессандро Ченчи-Болоньетти, племянника последнего Болоньетти и сына Вирджинио Ченчи. Последняя наследница семьи, принцесса Беатрис Фьоренца, в 1955 году покинула здание Римского университета «Ла Сапиенца» с целью создания Института Пастера. В здании, отремонтированном в 1990 году, с 1946 по 1992 год располагалась штаб-квартира партии Христианская демократия.
Третий дворец, расположенный слева от Палаццо Петрони-Ченчи-Болоньети, известен как Палаццо Петрони-Борньяна, также принадлежавший архитектору Алессандро Петрони и позднее перешедший в собственность семьи Борньяна, о чём свидетельствует надпись «BORGNANA», выгравированная на архитраве дворцовой церкви.